# 初级会计职称
初级会计职称是中华人民共和国的一种会计专业技术资格，取得初级会计职称，可被聘任为助理会计师，会计专业技术资格考试由全国统一组织，一年一次。截至2015年底，累计有373.8万人取得初级会计资格。

## 考试科目
- 初级会计实务，时长2小时
- 经济法基础，时长1.5小时

## 管理条例
- 《中华人民共和国会计法》
- 《会计专业职务试行条例》

## 合格标准
参加初级会计考试并在一个考试年度内通过全部科目考试，条件为每科分数60分及以上。

## 报名条件
1、遵守《中华人民共和国会计法》和国家统一的会计制度等法律法规；
2、具备良好的职业道德，无严重违反财经纪律的行为；
3、热爱会计工作，具备相应的会计专业知识和业务技能；
4、除具备基本条件外，还必须具备高中毕业（含高中、中专、职高和技校）及以上学历。其中技校学历，是指经国务院人力资源社会保障行政部门认可的技工院校学历。所述其他学历或学位，是指经国务院教育行政部门认可的学历或学位。